# Куршум джамия (Костур)
Вижте пояснителната страница за други значения на Куршум джамия.
Куршум джамия или Султан Сюлейман джамия (на гръцки: Κουρσούμ Τζαμί; на турски: Kurşunlu Camii) е джамия в западномакедонския град Костур, Гърция.

## Местоположение
Разположена е на улица „Капетан Котас“ на плато между главната порта и пазара. Името си държи на покрития с олово (на турски куршум) купол.

## История
В 1927 година в съседен парцел са открити части от дорийски мраморни колони, а в 1937 година в основата на минарето са открити раннохристиянски надпис и други вградени мраморни елементи. Тези открития карат изследователи като Николаос Муцопулос, Панделис Цамисис и Панос Цолакис да твърдят, че на мястото е имало раннохристиянска базилика, посветена на Света Параскеви или Света Богородица, а преди това езическо светилище.
В джамията няма надпис, който да установява датата на изграждането, но по архитектурните особености, зидарията и шиповидните корнизи се заключава, че е от много ранен период. Куполът и минарето са повредени при италианско нападение по време на Втората световна война. Джамията е с квадратна основа и купол и е силно декорирана. По-късно отпред е добавен портик, но на него също няма надпис. Според Махиел Кил това е Султан Сюлейман джамия (Sultan Süleyman Camii), а според Хийт Лоури – Фатих Султан Мехмед джамия.
Джамията е обявена за паметник на културата.